# Klina (rzeka)
Klina (serb. Клина) – rzeka w Kosowie, lewy dopływ Białego Drinu.
Długość rzeki wynosi 62 km, a powierzchnia dorzecza 393 km².